# Giuseppe Gambarini

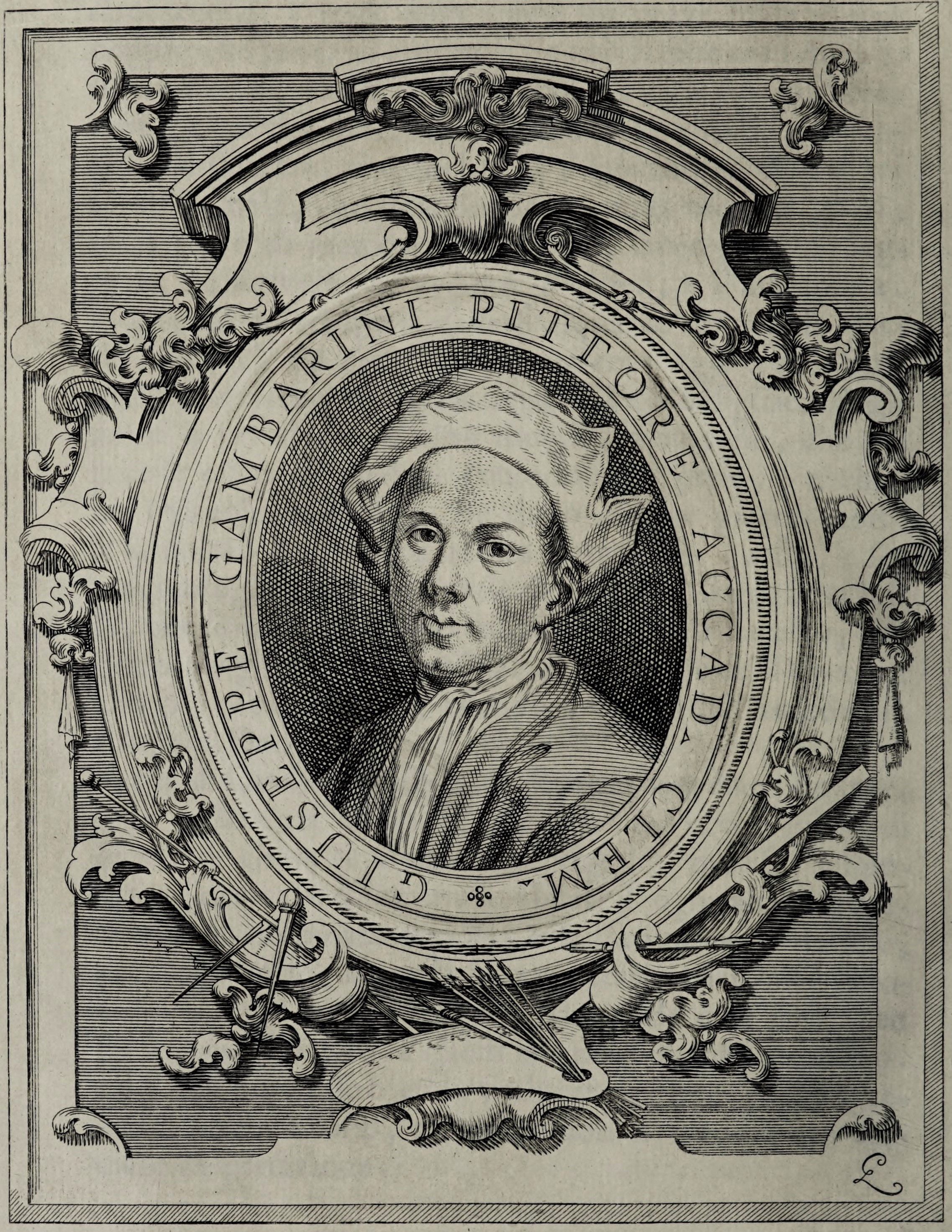
Giuseppe Gambarini (Bulino).

Giuseppe Gambarini (Bologna, 17 marzo 1680 – Casalecchio di Reno, 11 settembre 1725) è stato un pittore italiano.

## Biografia
Nato da una umile famiglia, divenne allievo, appena adolescente, di Girolamo Negri, attivo nella bottega di Lorenzo Pasinelli. Lì entrò in contatto con Gianpietro Zanotti, compagno di studi ed in seguito suo biografo. Successivamente lasciò il Pasinelli per trasferirsi alla bottega di Benedetto Gennari, nipote del Guercino. Messosi in proprio iniziò a lavorare su commissione, fra Ferrara, Bergamo e Bologna, eseguendo ritratti e immagini sacre. Si recò poi a Vienna (1709) dove eseguì decorazioni e affreschi in palazzi nobiliari ed in particolare per Eugenio di Savoia. Il sostanziale insuccesso della parentesi viennese lo fece tornare nello stesso anno a Bologna, dove venne eletto "artista clementino". Tra il 1712 e il 1713 fu attivo a Roma. Al suo ritorno a Bologna fu nominato "direttore di figura" all'Accademia Clementina (1716).
Ebbe come allievo Stefano Gherardini, che ne raccolse lo stile.
Morì nel 1725 a Casalecchio di Reno.

## Produzione e stile artistico

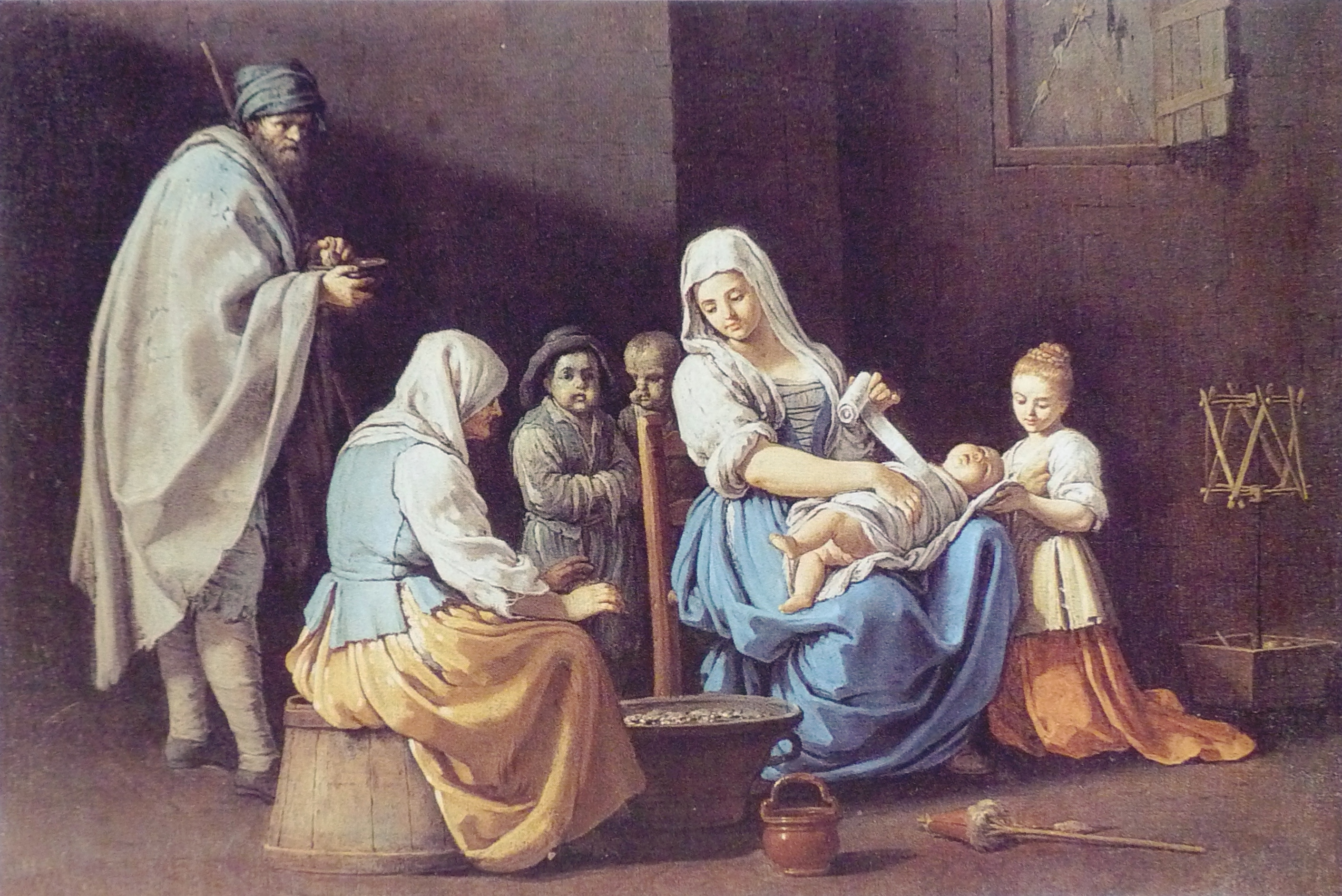
L'inverno, Pinacoteca Nazionale di Bologna

La formazione bolognese infuse nella pittura del Gambarini uno stile naturalista, evocativo del Crespi. In quel primo periodo si limitò a lavorare ad alcune commissioni chiesastiche, per le quali il suo stile sobrio e naturalista fece rilevare ai contemporanei una capacità piuttosto limitata, essendo egli portato alla "copia del naturale senza aggiunger nobiltà di forme".
Il secondo periodo bolognese, dopo il ritorno da Vienna, è da considerarsi quello della definitiva affermazione del pittore. Il suo stile si fece pacato e classicista; dell'epoca rimangono una Scena familiare (Bernay, Musée des beaux-arts), un Battesimo del neofita (Milano, Museo d'arte antica del Castello Sforzesco) e le due tele nella chiesa di San Filippo Neri a Pistoia (San Filippo in estasi e San Filippo salva un viandante assalito.
Il soggiorno a Roma gli fece conoscere la pittura dei bamboccianti, che spinse la sua produzione alla raffigurazione di "soggetti umili e bassi, e che trattino cose del vulgo". Dell'ultimo periodo della sua vita sono dipinti quali Il vino nuovo (Mosca, Museo Puškin delle belle arti), Monaci questuanti e Danza campestre (Stoccarda, Staadtgalerie, entrambi dipinti di forte ispirazione crespiana, tali da far supporre una diretta collaborazione in quegli anni del Gambarini col Crespi), l'Autoritratto (Pinacoteca Nazionale di Bologna), le coppie di tele Monaci che leggono e Monaci che scherzano (Dresda, Staatliche Kunstsammlungen), e L'Estate e L'Inverno (Bologna, Pinacoteca Nazionale), Ricamatrici e Concertino in cucina (Lisbona, Museu nacional de arte antiga).